# Novodanîlivka, Dolînska
Novodanîlivka (în ucraineană Новоданилівка) este un sat în comuna Bohdanivka din raionul Dolînska, regiunea Kirovohrad, Ucraina.

## Demografie
Componența lingvistică a localității Novodanîlivka
     Ucraineană (88,24%)
     Rusă (11,76%)
Conform recensământului din 2001, majoritatea populației localității Novodanîlivka era vorbitoare de ucraineană (88,24%), existând în minoritate și vorbitori de rusă (11,76%).